# Штах, Антон
Антон Леви Штах (нем. Anton Levi Stach; род. 15 ноября 1998, Буххольц-ин-дер-Нордхайде) — немецкий футболист, полузащитник клуба английской Премьер-Лиги «Лидс Юнайтед» и сборной Германии. Чемпион молодёжного чемпионата Европы в составе молодёжной сборной. Участник Олимпиады 2020 в Токио.

## Карьера
В 2017 году сыграл один матч за вторую команду «Оснабрюка» против «Клоппенбурга», выйдя с замены на 29 минут.

### «Еддело»
В Еддело перешёл на правах свободного агента. Уже во втором матче после его паса вынудил забить в свои ворота Николаса Абдата, капитана второй команды Вольфсбурга. В матче против «Гамбург II» отдал голевой пас на Кевина Олмера. В матче 7-го тура против «Хавелсе» забил свой первый гол. Всего за сезон он забил ещё три гола: в ворота «Ольденбурга», второй команды Айнтрахт Брауншвейг и в ворота второй команды Вольфсбурга. 18 апреля 2018 года он порвал мениск и пропустил концовку сезона.

### «Вольфсбург II»
1 июля 2018 года на правах свободного агента он перешёл в «Вольфсбург II». Из-за дефицита игровой практики вследствие разрыва мениска пропустил начало сезона. Дебютировал за «Вольфсбург II» в матче против своего бывшего клуба. Первое результативное действие он сделал в матче против «Айнтрахта Нордерштедт», отдав голевой пас на Даниэля Ханслика. 9 марта 2019 года сделал дубль в матче против «Ганзы». В конце сезона отдал два голевых паса и забил два гола.

### «Гройтер Фюрт»
1 июня 2020 года перешёл в «Гройтер Фюрт». Дебютировал за клуб в Кубке Германии против «Майнерцхагена». Свой единственный гол в «Гройтер Фюрт» забил в матче против «Бохума». В Гройтере он получал очень много жёлтых карточек, из-за чего пропустил матч с Зандхаузеном. В последнем туре против «Фортуны» получил красную карточку и был удалён с поля.

### «Майнц 05»
31 июля 2021 года за 3,5 млн евро перешёл в «Майнц 05». Дебютировал за клуб в Кубке Германии против «Эльферсберга». В матче реализовал решающий пенальти. В 4-м туре Бундеслиги против «Хоффенхайма» отдал голевой пас. Свой первый гол забил в ворота «Вольфсбурга». Из-за перебора жёлтых карточек пропустил матч против «Арминии». Из-за проблем с бедром и болезни пропустил 12 дней.

### «Хоффенхайм»
1 сентября 2023 года Штах подписал четырёхлетний контракт с «Хоффенхаймом». Дебютировал за новый клуб 16 сентября в победной гостевой игре с «Кёльном» (3:1), выйдя на замену на 58 минуте встречи вместо Гриши Прёмеля, а полтора месяца спустя, 4 ноября, он забил свой первый гол за «сине-белых» в проигранном домашнем матче против «Байера» (2:3). Сезон 2023/24 Антон завершил на втором месте по количеству выигранных единоборств — 408, уступив лишь Бернардо из «Бохума».

### «Лидс Юнайтед»
22 июля 2025 года перешёл в «Лидс Юнайтед», заключив четырёхлетний контракт. Стоимость трансфера, по некоторым данным, составила 17 миллионов фунтов стерлингов. Дебютировал в составе «белых» 18 августа, в домашнем матче первого тура АПЛ против «Эвертона» (1:0), в котором отыграл все 90 минут.

## Карьера в сборной
В 2021 году выступал за молодёжную сборную Германии на чемпионате Европы, где провёл пять матчей: два матча в групповой стадии (против Нидерландов, где вышел с замены на 8 минут, а также против Румынии) и три матча в стадии плей-офф (против Дании, где вышел в старте и был заменён на 75 минуте, против Нидерландов, где вышел с замены на 11 минут, а также в финальном матче турнира против Португалии, где также появился на поле со скамейки запасных). Молодёжка Германии одержала победу со счетом 1:0 и стала победителем турнира.
В олимпийской сборной Германии сыграл 3 матча на Олимпийских играх в Токио: матч с Бразилией, где вышел в старте и был заменён на 81 минуте, матч с Саудовской Аравией, где вышел на замену на 31 минут и против Кот-д’Ивуара, где вышел на замену на 14 минут.
За сборную Германии дебютировал 26 марта 2022 года в матче против сборной Израиля, заменив на 64 минуте встречи Юлиана Вайгля.

## Личная жизнь
Отец Антона, Маттиас — спортивный комментатор, эксперт по теннису. Старшая сестра Эмма — профессиональная баскетболистка, как и младшая сестра Лотта.